# Olympische Sommerspiele 2008/Teilnehmer (Uganda)
| Gelbes Symbol für Goldmedaillen mit stilisierten Olympischen Ringen | Graues Symbol für Silbermedaillen mit stilisierten Olympischen Ringen | Braundes Symbol für Bronzemedaillen mit stilisierten Olympischen Ringen |
| ------------------------------------------------------------------- | --------------------------------------------------------------------- | ----------------------------------------------------------------------- |
| —                                                                   | —                                                                     | —                                                                       |

Uganda war mit der Teilnahme an den Olympischen Sommerspielen 2008 in Peking insgesamt zum 13. Mal bei Olympischen Spielen vertreten. Die erste Teilnahme war 1956.

## Badminton
- Edwin Ekiring
Herreneinzel

## Boxen
- Ronald Serugo
Männer, Halbfliegengewicht

## Gewichtheben
- Mubarak Kivumbi
Männer, Klasse bis 56 kg

## Leichtathletik
| Disziplin         | Männer                                   | Frauen          |
| ----------------- | ---------------------------------------- | --------------- |
| 400 Meter Sprint  |                                          | Justine Bayigga |
| 800-Meter-Lauf    | Abraham Chepkirwok                       |                 |
| 5000-Meter-Lauf   | Moses Ndiema Kipsiro (4.) Geofrey Kusuro |                 |
| 10.000-Meter-Lauf | Boniface Toroitich Kiprop                |                 |
| Marathon          | Alex Malinga                             |                 |

## Schwimmen
| Disziplin         | Männer         | Frauen               |
| ----------------- | -------------- | -------------------- |
| 50 Meter Freistil | Gilbert Kaburu | Olivia Aya Nakitanda |